# Psammetikus III
Psammetikus III var en egyptisk farao i 26:e dynastin som regerade mellan 526 f.Kr. och 525 f.Kr.. 
Han störtades sedan perserna under Kambyses II, son till den iranske landsfadern Kyros II invaderat landet och fängslade Psammetikus. Han fördes i kedjor till Susa och avrättades, möjligen genom en förgiftad bägare oxblod. 
Frånsett en kortlivad inhemsk dynasti upplivad efter ett uppror mot den persiska ockupationsmakten förblev Psammetikus den siste egyptiske härskaren till revolutionen och monarkins fall 1953.